# Druids Football Club
El Druids Football Club (en gal·lès CP Derwyddon) fou un club de futbol gal·lès, de la ciutat de Ruabon, a prop de Wrexham.
El club fou fundat l'octubre de 1872 amb el nom Ruabon Rovers FC per David Thomson i el seu germà George Thomson, de Ruabon. L'any 1874 esdevingué Plasmadoc FC i el 1876 canvià el nom a Druids F.C..
Fou el primer club gal·lès que participà a la FA Cup anglesa. Jugava a Wynnstay Park i els seus colors eren samarreta blanca i pantaló negre. Després de la I Guerra Mundial començà a patir dificultats. Deixà l'estadi Wynnstay Park i s'uní a Rhosymedre FC per formar el Rhosymedre Druids FC que jugava a Church Field a Rhosymedre. L'agost de 1927 s'uní a Acrefair United FC per formar un nou club anomenat Druids United FC. L'any 1992 es produí la fusió de Druids United FC amb Cefn Albion FC creant el Cefn Druids.

## Palmarès
- Welsh Senior League:
  - 1890–91, 1892–93, 1896–97
- Copa gal·lesa de futbol: 
  - 1879-80, 1880-81, 1881-82, 1884-85, 1885-86, 1897-98, 1898-99, 1903-04
- Welsh Amateur Cup:
  - 1902–03